# 北京行動

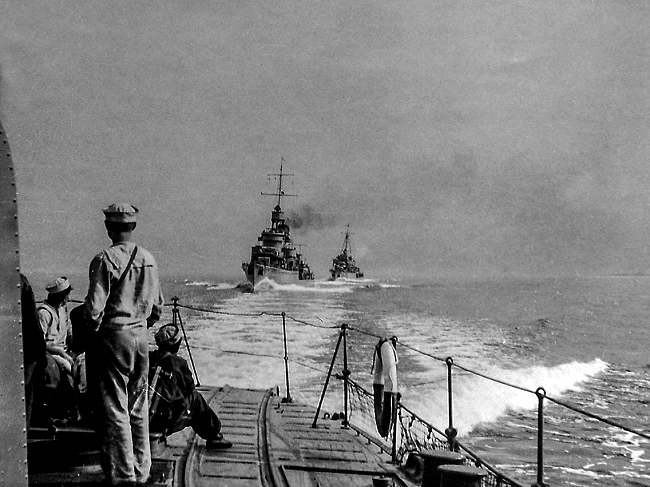
北京計劃執行時的波蘭海軍驅逐艦。從「Błyskawica」驅逐艦上看到的「Grom」和「Burza」驅逐艦。

北京計劃（波蘭語：Plan Peking，或作北京行動）是於1939年8月末至9月初於波蘭戰役開始前的的一次驅逐艦撤離行動。該行動主要撤離了波蘭海軍中的3艘驅逐艦，Błyskawica、Grom和Burza驅逐艦。

## 背景
該計劃是為撤離位於來自波蘭海軍的波羅的海戰區驅逐艦分部（Dywizjon Kontrtorpedowców）而提出。德國海軍對於波蘭海軍有著明顯的數量優勢，因此在戰爭爆發時波蘭最高統帥部意識到位於狹小而又靠近內陸的波羅的海中的船隻可能會被德國人所撃沉。此外，丹麥海峽處於德國海軍及空軍的打击範圍之內。如進入戰爭狀態，將使計劃成功實施的機會很低。

## 實施計劃
本計劃裝在密封的信封裡。8月29日，波蘭海軍收到波蘭三軍總司令愛德華·雷茲-希米格維的信號「北京！北京！北京！」，實施北京計劃。各艦於12:25收到信號，艦長打開信封，14:15離開港口。

## 腳注
1. ↑  "Peking" 是北京的一种旧式转写，按现在的转写方案 应该是'Beijing' 。在现代波兰语 北京拼做 "Pekin"。 一些现代波兰作品写成 "Plan Pekin"。 原始的行动名使用 "Peking" 这一转写。

- Jerzy Pertek, "Wielkie dni małej floty" (Great days of the small fleet), Wyd. Poznańskie, Poznań 1976, OCLC 69482799, ISBN 83-210-0542-X
- Adrian Carton De Wiart, "Happy Odyssey" Jonathan Cape, London, 1950